# 回旋筋
回旋筋（かいせんきん、英語: rotatores）は、横突棘筋のうち、最も下側に位置する筋肉である。
回旋筋は、更に腰回旋筋 (musculi rotatores lumborum)、胸回旋筋 (musculi rotatores thoracis)、頸回旋筋 (musculi rotatores cervicis)の、3筋に分類される。